# Козубовка (Николаевская область)
Козубовка (укр. Козубівка) — село в Доманёвском районе Николаевской области Украины. 

## История
Основано в 90-х годах XVIII в. крепостными крестьянами — переселенцами из Витебской губернии. В 1840 г. сюда переселилась часть жителей из местечка Кантакузовки.
В 1945 г. Указом ПВС УССР село Молдавка переименовано в Козубовку.
Население по переписи 2001 года составляло 735 человек. Почтовый индекс — 56450. Телефонный код — 5152. Занимает площадь 1,44 км².

## Местный совет
56450, Николаевская обл., Вознесенский р-н, с. Козубовка, ул. Школьная, 23